# 28 Близнецов
28 Близнецов (лат. 28 Geminorum, HD 48450) — одиночная, предположительно переменная звезда в созвездии Близнецов на расстоянии приблизительно 542 световых лет (около 166 парсеков) от Солнца. Видимая звёздная величина звезды — +5,44m.

## Характеристики
28 Близнецов — оранжевая звезда спектрального класса K4III или K0. Радиус — около 22,33 солнечных, светимость — около 310,14 солнечных. Эффективная температура — около 4093 К.